# Всесвітній день боротьби проти сказу

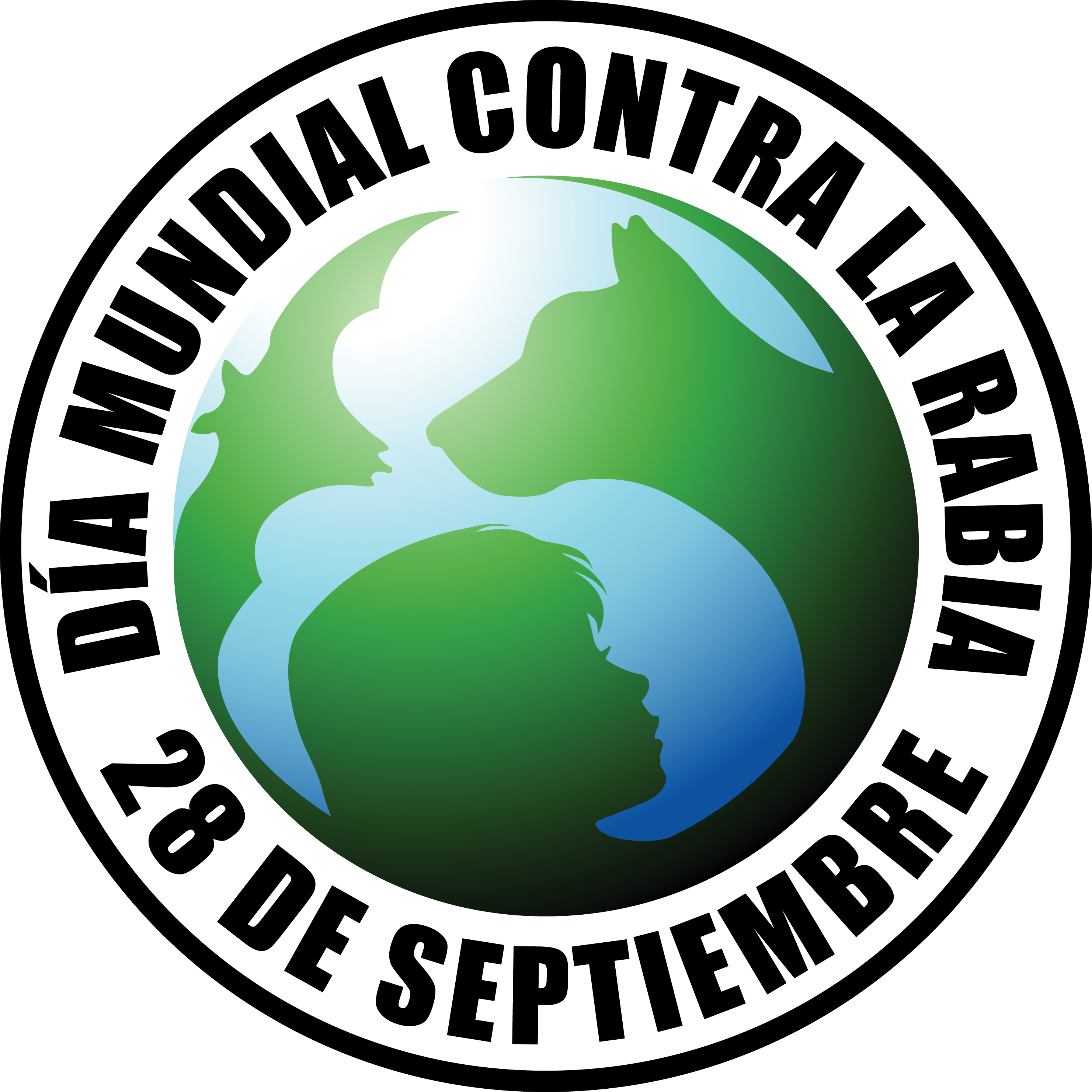
Емблема

Всесвітній день боротьби проти сказу (англ. World Rabies Day) — пам'ятна дата, що відзначається щорічно 28 вересня, починаючи з 2007 року. Входить в систему міжнародних днів ООН. Був встановлений з ініціативи Глобального альянсу з контролю сказу (Global Alliance for Rabies Control), що є некомерційною організацією зі штаб-квартирою в США.
Всесвітній день боротьби проти сказу щорічно проводиться 28 вересня і приурочений до дня смерті французького мікробіолога Луї Пастера, який створив першу в історії вакцину від сказу.
Сказ — особливо небезпечне смертельне інфекційне захворювання, що викликається вірусом сказу Rabies virus. Сказ зустрічається в більш ніж в 150 країнах і територіях. Але його можна запобігти за допомогою вакцини. За даними ВООЗ в переважній більшості випадків смерті людей від сказу джерелом інфекції виступають собаки, на яких припадає до 99 % всіх випадків передачі сказу людям.
Мета пам'ятного дня — привернути увагу до наслідків цієї хвороби у людей і тварин, підвищити обізнаність про профілактичні заходи і залучити увагу до успішних прикладів боротьби з цим захворюванням. Підвищення інформованості населення про профілактику сказу та боротьбу з ним включає в себе освіту і поширення інформації про відповідальне володіння тваринами, профілактику укусів собак і негайні заходи після укусу.